# Diacamma rugivertex
Diacamma rugivertex är en myrart som beskrevs av Carlo Emery 1902. Diacamma rugivertex ingår i släktet Diacamma och familjen myror. Inga underarter finns listade i Catalogue of Life.